# Епископ будимљанско-никшићки Методије
Методије (световно Љубиша Остојић; Сарајево, 1. април 1976) епископ је будимљанско-никшићки. Бивши је викарни епископ диоклијски (2018—2021).

## Биографија
Рођен је 1. априла 1976. године у Сарајеву од родитеља Милинка и Драгице (рођене Милићевић) као треће дијете. Његова породица потиче из Црне Горе, из мјеста Жабљак. Игуманија Георгија (Остојић) је рођена сестра владике Методија.
Осмогодишњу школу и прва два разреда Гимназије завршио је у Сарајеву одакле се усљед ратних збивања са породицом преселио у Подгорицу. У Подгорици је завршио преостала два разреда Гимназије, након чега је 1994. године уписао Економски факултет Универзитета Црне Горе, на којем је и дипломирао 2001. године.

### Монаштво
Године 2002. дошао је у Цетињски манастир у својству искушеника, гдје је и замонашен на празничном бденију 11. јула 2004. године са именом Методије (по Светом Методију Словенском). У чин ђакона рукоположен је 2005. године на празник Преображења Господњег, а у чин презвитера рукоположен је на Бадњи дан 2008. у Цетињском манастиру.
Дана 22. новембра 2009. године у манастиру Светог архиђакона Стефана у Сланцима одликован је чином протосинђела од стране мјестобљуститеља Патријаршкога трона Митрополита црногорско-приморског г. Амфилохија.
За намјесника Цетињског манастира постављен је 1. фебруара 2010. године, гдје је и рукопроизведен у чин архимандрита на Петровдан 2013. године. Исте 2013. године дипломирао је на Православном богословском факултету ”Светог Василија Острошког” у Фочи, Универзитета у Источном Сарајеву са дипломским радом на тему Васпитни значај монаштва.
Академску 2016/17. годину провео је на Аристотеловом Универзитету у Солуну учећи грчки језик, ради уписа докторских студија на Теолошком факултету поменутог Универзитета.

### Епископ
Дана 22. јула 2018. године у Саборном храму Христовог васкрсења у Подгорици, архимандрит Методије је хиротонисан у чин епископа диоклијског, викарног епископа митрополита црногорско-приморског г. Амфилохија. Светом архијерејском литургијом и свечаном хиротонијом началствовао је Његова светост патријарх српски Иринеј.
За вријеме вјерске кризе у Црној Гори, 27. децембра 2019. године на мосту на Ђурђевића Тари, црногорска полиција је претукла пендрецима епископа Методија.
Дана 29. маја 2021. године Свети архијерејски сабор га је изабрао за новог епископа будимљанско-никшићког. Устоличен је за владику будимљанско-никшићког у Беранама, у манастиру Ђурђеви ступови 26. септембра 2021. године.